# 魚人荘から愛をこめて
『魚人荘から愛をこめて』（ぎょじんそうからあいをこめて、From Gyojinsoh with Love）とは、一色まことによるホームコメディ漫画作品。

## 概要
「スーパージャンプ」（集英社）誌上において平成10年4号から同年13号にかけて連載。単行本はジャンプ・コミックス デラックスより全1巻。
東京のはずれのはずれにあるアパート魚人荘を舞台に突如兄妹となった高校生と幼稚園児の交流を描く。
単行本1冊と短いながらも、作者の得意とする人情話が非常に上手にまとまっており、思わずほろっとさせられる様な一面もある。また、同じく作者の得意とする愛らしい子供の描写も健在であり、内容・絵共に心温まる作品となっている。
単行本は既に絶版であり、古本屋によっては原価の5倍近いプレミアムがつく等と入手は困難になっている。

## あらすじ
高校生の大山はる美は小学4年の時に母親、そして高校2年の時に父親を亡くし、会った事もない祖母の金を頼って魚人荘を訪れ、妹加代と出会う。新しい生活が始まるかと思いきや、翌日には金が死に、突如妹一人を抱えた状態で魚人荘の家主となってしまう。癖のある住人に囲まれながらも、妹加代の為にと奮闘するはる美の日常が始まった……。

## 登場人物

### 大山家
大山 はる美（おおやま はるみ）17歳の男子高校生。小学4年の時に母親、高校2年の時に父親を亡くし、会った事もない祖母の金を頼って魚人荘に訪れるが、出会った翌日に金が死に、突如魚人荘の家主となる。魚人荘に越してからは私立南高等学校に通う。名前は父が大好きな都はるみから名付けられた。非常にふけ顔で、なおかつ父・茂吉にそっくりな為、茂吉を知っている人間とはじめて会った際には必ず茂吉と間違われる。突如現れた妹であるにも関わらず、加代を非常に大切にし、全身全霊の愛情を注ぐ。
大山 加代（- かよ）2歳の時に茂吉の娘（=はる美の妹）として恵美から金に預けられ、育てられた5歳の女の子。花園幼稚園に通う。ただし、金が養子縁組したため、戸籍上ははる美の叔母にあたる。性格は素直だが、金の変わった教育方針故、「したい時にしたい所で糞を垂れる」野生児として育っている。当初は多少距離感もあったものの、自分の為に誠心誠意を尽くしてくれるはる美をすぐに慕う様になる。恵美の口によると本当の父親は当時の彼氏であり、茂吉ではないとの事であったが、金は加代が小さい頃の茂吉にそっくりだと語っており、茂吉が父親である可能性もある。加代と言う名前は茂吉の最愛の人であった妻の名前から名付けられている。
大山 金（- きん）はる美の祖母で魚人荘の家主。はる美が訪れた翌日に他界。顔の左側面に日本列島の形をした痣がある。生前は非常にけちくさく金にうるさい人間で、頼って来た孫のはる美からも家賃を取ろうとし、5歳児の加代にも家賃を将来払う借金として貸し付けていた。何かあった際に面倒だからと養子縁組する事と、小学校入学までに迎えにこなかったら返さない事を条件に加代を預かる。
大山 茂吉（- もきち）はる美の父親でトラックの運転手。第一話冒頭で交通事故によって死亡。20年前に家出して以来実家には寄り付いていなかった。クラブで恵美を口説きながらも、加代ちゃんが一番と言っており、かなりの愛妻家であった模様。

### 魚人荘関係者
川原 東子（かわはら とうこ）はる美のクラスメート。魚人荘の部屋を勉強部屋として借りており、夜になると帰宅する。思いやりがありなおかつ美人であり、高校では男子の人気No.1。不動産屋曰く、魚人荘で唯一まともな住民。
松田（まつだ） / 松っつぁん（まっつぁん）魚人荘の最古株の老人男性。4畳半の部屋を借りている。茂吉の顔を知っている事から20年以上魚人荘に住んでいる可能性が高い。絵が下手で幼稚園児レベル。
佐倉 ユリ（さくら）南町役場に勤める24歳の女性。魚人荘にいる時は常に煙草をふかしており、またパックをしている事が多い。しかし、きちんと化粧をした姿はかなりの美人であり、職場ではかなりの人気の模様。職場と魚人荘でのギャップから女の奥深さをはる美に学ばせる。
長嶋 一茂（ながしま かずしげ）103号室に住んでいる犬。犬と一緒に暮らしたいとして倍の家賃を払い入居した長島という老人の飼い犬だったが老人が他界。その老人がじつは家出をした資産家であった為、死亡後も遺族が家賃を払い続けており、犬ながら一番高くそして確実に賃料が取れる住人となっている。いつも加代と一緒に寝て、幼稚園までの送り迎えもする。
徳川（とくがわ）魚人荘の入居手続きなどを請け負っている不動産屋。

### 山下家
山下 恵美（やました えみ）旧姓岡村。加代の母親。当時の彼氏が借金を押し付けて逃げた後に、加代を出産。しかし無理がたたって体を壊し、何かあったら頼ってくる様と茂吉が渡してくれた住所を頼り魚人荘を訪れ加代を預けて行く。どん底の水商売時代に心を救ってくれた茂吉を恩人と呼ぶ。
山下名前は不明。恵美の夫。加代を金に預けてから恵美が勤めた職場で知り合う。真紀が出来たのを理由として強引に恵美と結婚した。
山下 真紀（- まき）恵美と山下の娘。初登場時7ヶ月。

## 主な舞台
魚人荘東京のはずれのはずれにあるボロアパート。風呂・トイレは共同で家賃は一律畳一帖4000円。店の前には川があり元々は釣り人用の宿屋であった。また裏には釣り堀がある。20年間音沙汰のなかった茂吉が魚人荘の事を知っており、茂吉が出て行ってから立て替えられた可能性が全くないとは言い切れないが築20年以上であると推定される。登場人物で述べた名前が判明している住人の他、名前の分からない男3人・女1人の住人が確認出来る。
花園幼稚園加代が通う幼稚園。
私立南高等学校はる美と東子が通う高校。
南町役場ユリの職場。
ヨッテリアはる美のバイト先のファーストフード店。名前の由来はロッテリアから。

## その他
- 魚人荘というアパートの名前は作者が仕事場として借りる予定であったが、大家が変わって仕事場として借りる事が出来なくなってしまったアパートの名前に由来する。